# Đơn vị hành chính Đức Quốc xã

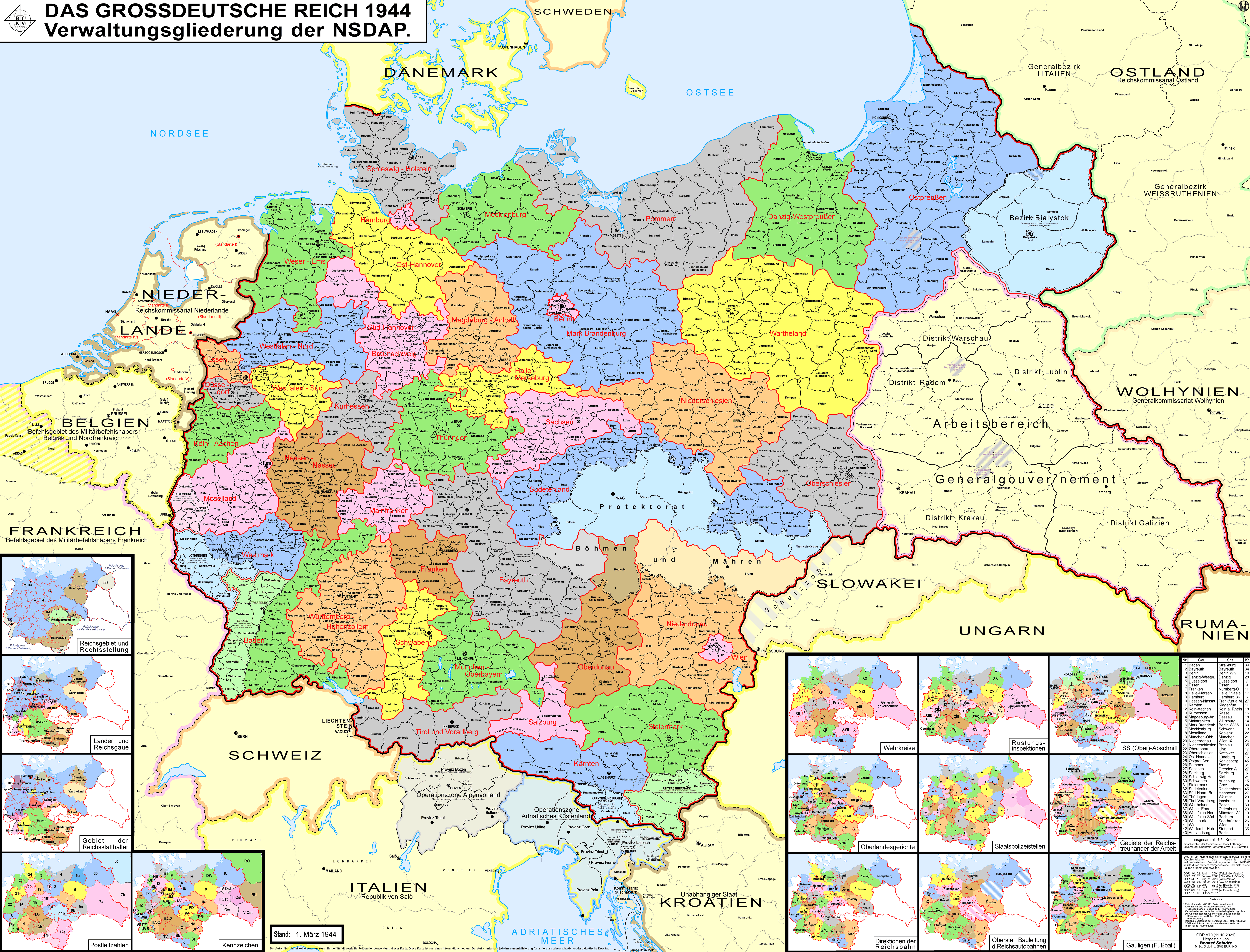
De facto đơn vị hành chính Đức Quốc xã năm 1944.

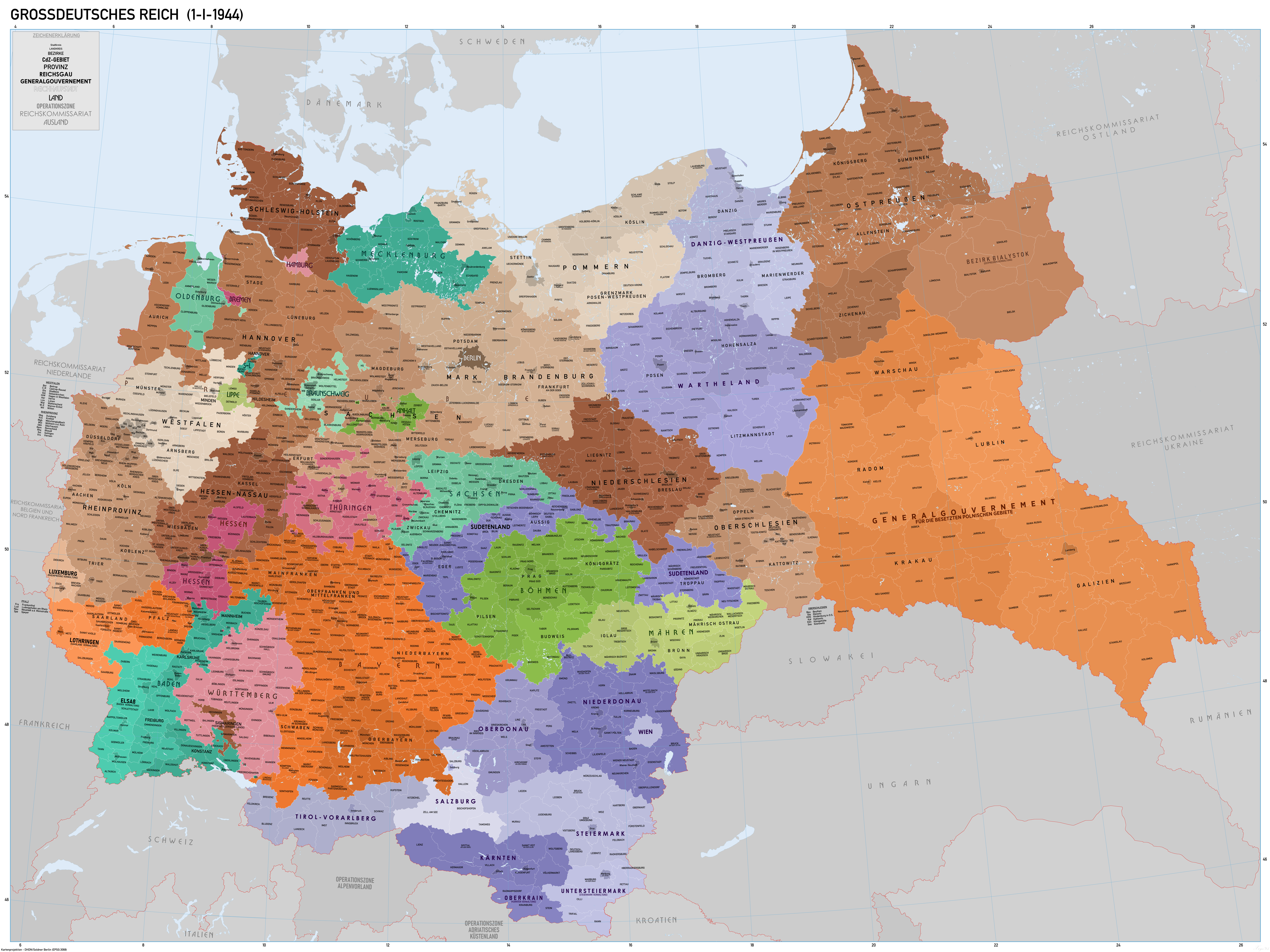
De jure đơn vị hành chính Đức Quốc xã năm 1944.

Länder (bang) Weimar Đức, 1919–1937.

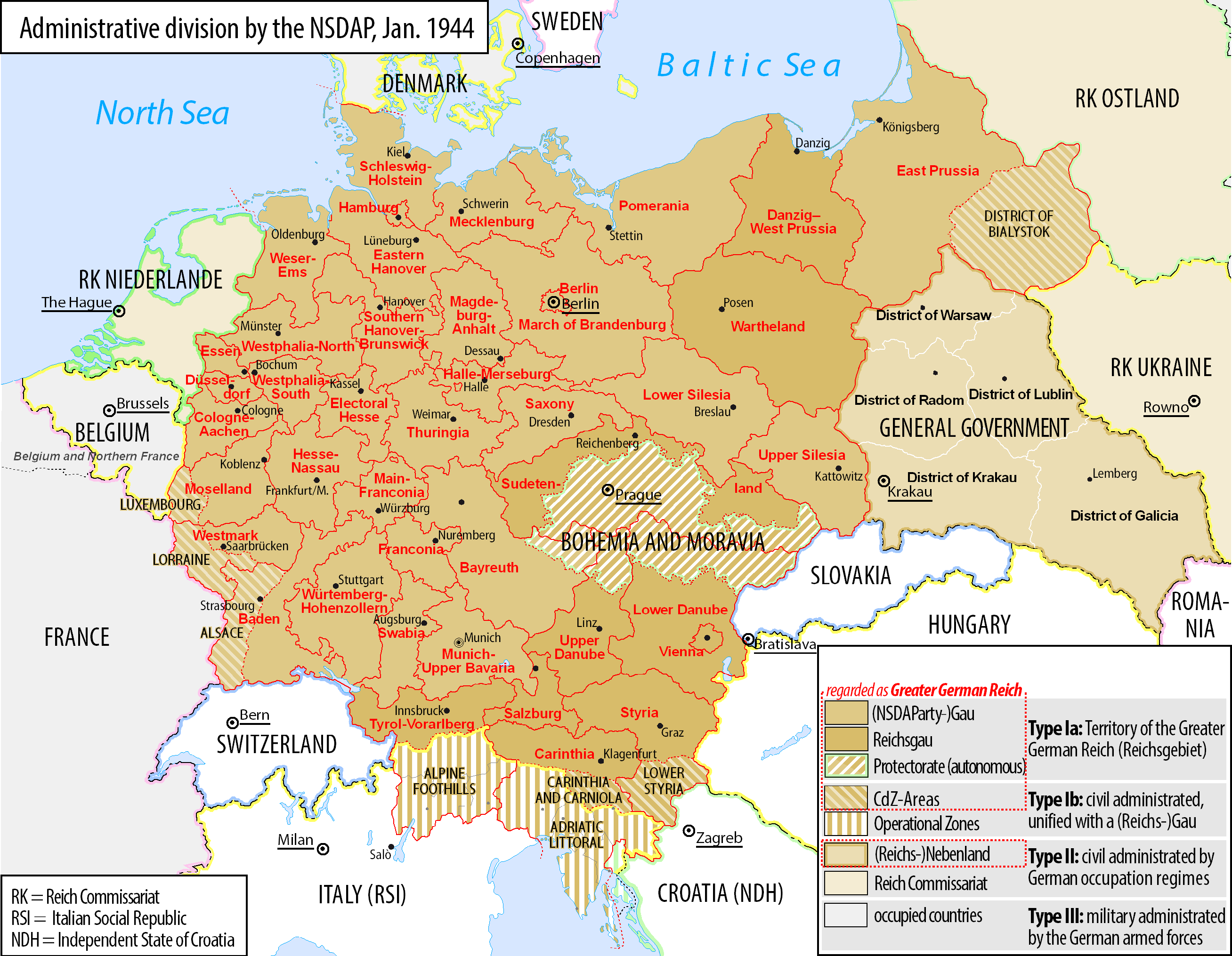
Bản đồ đơn vị hành chính Đức Quốc xã bởi Đảng Quốc xã năm 1944

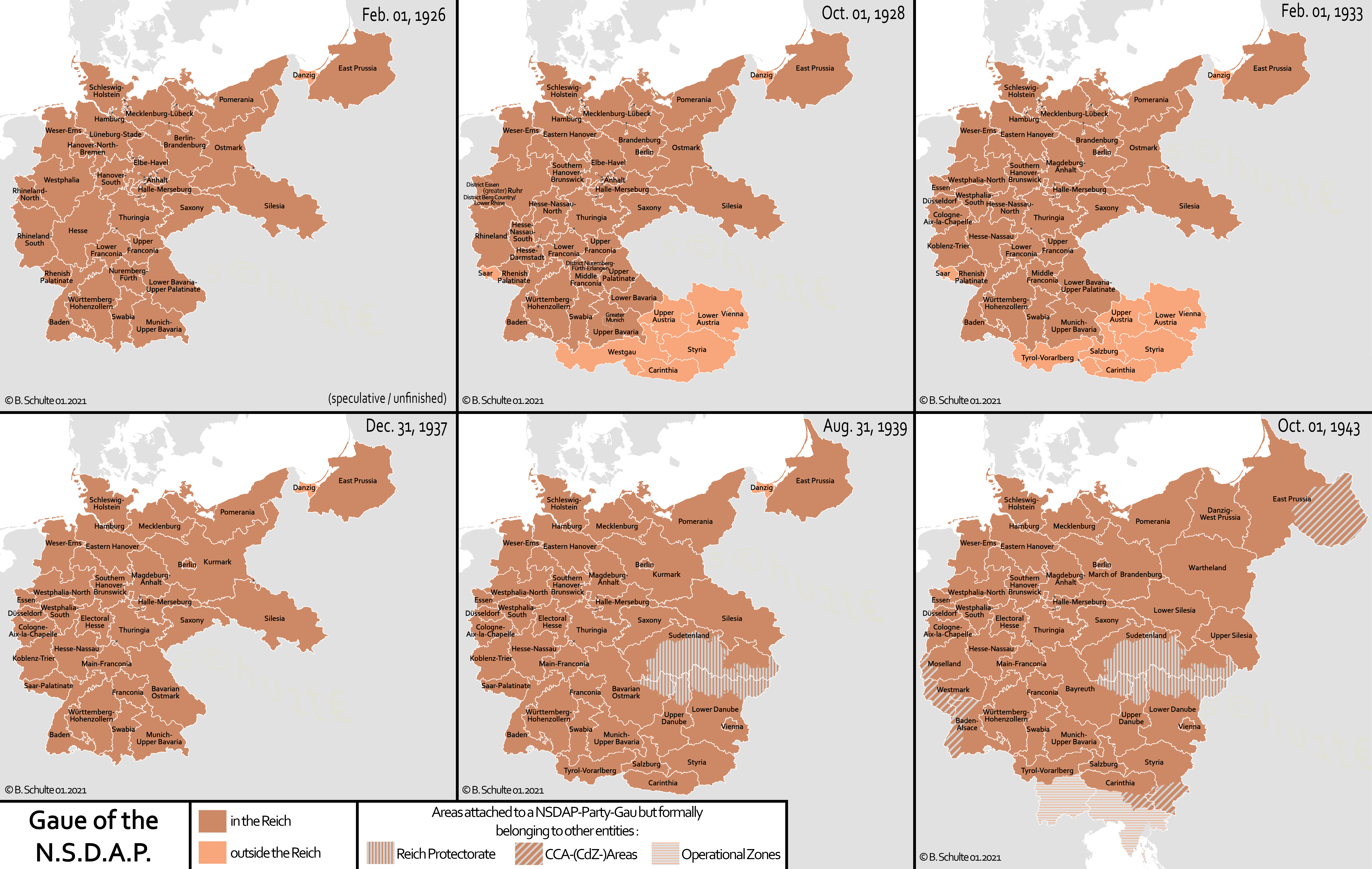
Gaue của Đảng Quốc xã năm 1926, 1928, 1933, 1937, 1939 và 1943.

Gaue (Số ít: Gau) là các đơn vị hành chính chính của Đức Quốc xã từ 1934 tới 1945.
Gaue được thành lập năm 1926 là quận khu vực của Đảng Quốc xã ở Cộng hòa Weimar dựa trên những thay đổi lãnh thổ sau Thế chiến thứ nhất. Hệ thống Gau được thành lập năm 1934 là một phần quá trình Gleichschaltung, thay thế de jure hệ thống Länder (bang) và các tỉnh Phổ, vốn không có mục đích hành chính kể từ Đạo luật Cho quyền 1933 và được rút gọn thành các cơ quan sơ bộ. Mỗi Gau được lãnh đạo bởi một lãnh đạo hành chính, Gauleiter (Thống đốc Gau), một quan chức cấp cao của Đảng Quốc xã với quyền lực gần như chuyên quyền.
Đức bao gồm 32 Gaue vào năm 1934, cuối cùng đạt đến đỉnh điểm là 42 Gaue với các lãnh thổ bị sáp nhập từ năm 1938 đến đầu năm 1939 (Áo, Sudetenland, Memelland) và xâm chiếm trong Thế chiến II được hợp nhất vào Gaue hiện có hoặc được tổ chức với tên gọi Reichsgaue,  Gau đặc biệt với Gauleiter mang chức vụ Reichsstatthalter (Thống đốc Đế chế). Hệ thống Gaue bị giải thể vào ngày 8 tháng 5 năm 1945, sau khi Đức Quốc xã đầu hàng.

## Từ nguyên
Gau là một thuật ngữ cổ xưa của Đức để chỉ một vùng trong một quốc gia, thường là một tỉnh cũ hoặc thực tế, và được sử dụng trong thời Trung Cổ gần như tương ứng với một shire Anh. Thuật ngữ này được Đảng Quốc xã hồi sinh vào những năm 1920 là tên gọi được đặt cho các đảng bộ khu vực trong Cộng hòa Weimar, chủ yếu có trụ sở phần lớn song song theo các cấp bang và quận.

## Gaue,ReichsgauevàLänder
Gaue tồn tại song song với các bang của Đức, Länder, và các tỉnh Phổ trong suốt thời kỳ Đức Quốc xã. Chiếu lệ, Đơn vị hành chính Cộng hòa Weimar được giữ nguyên tại chỗ. Kế hoạch xóa bỏ các Länder cuối cùng đã bị từ bỏ vì Hitler đã rút khỏi các cải cách cơ cấu, được gọi là Reichsreform (cải cách Đế chế), vì sợ nó sẽ làm mất lòng các lãnh đạo đảng địa phương. Vì lý do tương tự, biên giới của Gaue vẫn không thay đổi trong nước Đức trong suốt thời gian này. Gaue chỉ được mở rộng thông qua việc bổ sung các lãnh thổ sáp nhập sau năm 1938. Trong khi các Länder tiếp tục tồn tại, quyền lực thực sự ở cấp địa phương đã nằm ở các Gauleiters, chứ không phải Thủ hiến của các bang Đức. Gauleiters do Hitler trực tiếp bổ nhiệm và chỉ chịu trách nhiệm trước ông. Trên thực tế, rất hiếm khi có sự can thiệp từ phía trên và quyền lực của chúng gần như tuyệt đối.

### Gauethành lập năm  1934
| Tên                      | Tiếng Đức                | Tổng hành dinh             | Thành lập | Ghi chú |
| ------------------------ | ------------------------ | -------------------------- | --------- | --- |
| Baden                    | Baden                    | Karlsruhe                  | 1934      | Hình thành từ bang Baden; vào năm 1940-45 Gau bao gồm các tỉnh cũ của Pháp Bas-Rhin và Haut-Rhin và được đổi tên thành Baden-Elsaß                                                                                                 |
| Bayreuth                 | Bayreuth                 | Bayreuth                   | 1934      | Được hình thành từ phần phía đông của bang Bavaria; tên ban đầu là Bayrische Ostmark, đổi tên thành Gau Bayreuth năm 1942; sáp nhập một phần lãnh thổ của Tiệp Khắc từ năm 1938                                                    |
| Cologne-Aachen           | Köln-Aachen              | Cologne                    | 1934      | Được hình thành từ phần bắc trung tâm của tỉnh Rhine Phổ |
| Düsseldorf               | Düsseldorf               | Düsseldorf                 | 1934      | Được hình thành từ nửa phía bắc của tỉnh Rhine Phổ |
| Đông Phổ                 | Ostpreußen               | Königsberg                 | 1934      | Được hình thành từ Tỉnh Đông Phổ; tử năm 1939 bao gồm các lãnh thổ được sáp nhập từ Ba Lan |
| Đông Hanover             | Ost-Hannover             | Lüneburg                   | 1934      | Được hình thành từ các phần phía bắc, trung tâm và phía đông của Tỉnh Hanover Phổ |
| Tuyển hầu Hesse          | Kurhessen                | Kassel                     | 1934      | Được hình thành từ nửa phía bắc của tỉnh Hesse-Nassau Phổ |
| Essen                    | Essen                    | Essen                      | 1934      | Được hình thành từ mũi phía bắc của tỉnh Rhine Phổ |
| Franconia                | Franken                  | Nuremberg                  | 1934      | Được hình thành từ phần trung tâm của bang Bavaria |
| Đại Berlin               | Groß-Berlin              | Berlin                     | 1934      | Được hình thành từ tỉnh Đại Berlin Phổ |
| Halle-Merseburg          | Halle-Merseburg          | Halle                      | 1934      | Được hình thành từ nửa phía nam của Tỉnh Saxony Phổ |
| Hamburg                  | Hamburg                  | Hamburg                    | 1934      | Được hình thành từ Thành phố Buôn bán Tự do Hamburg |
| Hesse-Nassau             | Hessen-Nassau            | Frankfurt am Main          | 1934      | Được thành lập từ Bang Nhân dân Hesse và nửa phía nam của tỉnh Hesse-Nassau Phổ |
| Koblenz-Trier            | Koblenz-Trier            | Koblenz                    | 1934      | Được hình thành từ nửa phía nam của tỉnh Rhine; đổi tên thành Gau Moselland năm 1942, sau sự sáp nhập với quốc gia độc lập trước đây là Luxembourg                                                                                 |
| Magdeburg-Anhalt         | Magdeburg-Anhalt         | Dessau                     | 1934      | Được hình thành từ Bang Tự do Anhalt và nửa phía bắc của Tỉnh Saxony Phổ |
| Main-Franconia           | Mainfranken              | Würzburg                   | 1934      | Được hình thành từ phần phía tây bắc của bang Bavaria |
| March of Brandenburg     | Mark Brandenburg         | Berlin                     | 1934      | Được hình thành từ tỉnh Tỉnh Brandenburg Phổ |
| Mecklenburg              | Mecklenburg              | Schwerin                   | 1934      | Được hình thành từ Bang Tự do Mecklenburg-Strelitz và Bang Tự do Mecklenburg-Schwerin |
| Munich-Upper Bavaria     | München-Oberbayern       | Munich                     | 1934      | Được hình thành từ phần đông nam của bang Bavaria |
| Pomerania                | Pommern                  | Stettin                    | 1934      | Được hình thành từ tỉnh Tỉnh Pomerania |
| Saar-Palatinate          | Saarpfalz                | Neustadt an der Weinstraße | 1934      | Được hình thành từ Palatinate Bavaria và Saarland Phổ; đổi tên thành Gau Westmark vào năm 1940 sau khi hợp nhất một phần Lorraine                                                                                                  |
| Saxony                   | Sachsen                  | Dresden                    | 1934      | Hình thành từ bang Saxony |
| Schleswig-Holstein       | Schleswig-Holstein       | Kiel                       | 1934      | Được hình thành từ Tỉnh Schleswig-Holstein Phổ, Thành phố Tự do Lübeck và lãnh thổ thuộc Bang Tự do Oldenburg |
| Silesia                  | Schlesien                | Breslau                    | 1934      | Được hình thành từ các tỉnh Thượng Silesia (sau đó sáp nhập một phần lãnh thổ Ba Lan năm 1939) và Hạ Silesia. Năm 1938 các tỉnh cũng được hợp nhất thành Tỉnh Silesia; năm 1941 vào năm 1941, cả tỉnh và Gau được tách ra làm đôi. |
| Nam Hanover-Brunswick    | Südhannover-Braunschweig | Hanover                    | 1934      | Được hình thành từ Bang Tự do Brunswick và các phần phía nam và phía tây của Tỉnh Hanover |
| Swabia                   | Schwaben                 | Augsburg                   | 1934      | Được hình thành từ phần phía tây nam của bang Bavaria |
| Thuringia                | Thüringen                | Weimar                     | 1934      | Được hình thành từ bang Thuringia và lãnh thổ liền kề tỉnh Saxony Phổ |
| Weser-Ems                | Weser-Ems                | Oldenburg                  | 1934      | Được hình thành từ Bang Tự do Oldenburg (không bao gồm các vùng lãnh thổ xa xôi), bang Thành phố Hanseatic Tự do Bremen và phần xa phía tây của Tỉnh Hanover Phổ                                                                   |
| Westphalia-Bắc           | Westfalen-Nord           | Münster                    | 1934      | Được hình thành từ Bang Tự do Lippe, Bang Tự do Schaumburg-Lippe và nửa phía bắc của tỉnh Westphalia Phổ |
| Westphalia-Nam           | Westfalen-Süd            | Dortmund                   | 1934      | Được hình thành từ nửa phía nam của tỉnh Westphalia Phổ |
| Württemberg-Hohenzollern | Württemberg-Hohenzollern | Stuttgart                  | 1934      | Được thành lập từ Bang Nhân dân Tự do Württemberg và Tỉnh Hohenzollern Phổ |

### Reichsgauethành lập vào những năm 1930
Reichsgaue mới được thành lập sau Anschluss của Áo và sự hợp nhất Sudetenland theo Hiệp ước Munich. Các phần phía nam của Tiệp Khắc cũng đạt được theo Hiệp ước Munich không phải là một phần của Reichsgau Sudetenland, mà được hợp nhất vào phía bắc Reichsgaue của Áo trước đây.
| Tên              | Tiếng Đức        | Tổng hành dinh | Thành lập | Ghi chú |
| ---------------- | ---------------- | --- | --------- | --- |
| Carinthia        | Kärnten          | Klagenfurt | 1938      | Được hình thành từ bang Carinthia và Đông Tyrol nhà nước liên bang Áo trước đây, bao gồm từ năm 1941 là Thượng Carniola (tiếng Đức: Oberkrain), Slovenia |
| Hạ Danube        | Niederdonau      | Krems *Tuy nhiên, vào năm 1943, Hitler đã đi thăm Gau và đảm bảo với Gauleiter Hugo Jury rằng thủ phủ sẽ là Brünn (Brno) trong tương lai gần. | 1938      | Được hình thành từ Niederösterreich phần phía bắc Burgenland nhà nước liên bang Áo; từ năm 1939 là các phần phía nam của Moravia                         |
| Salzburg         | Salzburg         | Salzburg | 1938      | Được hình thành từ Salzburg Áo |
| Styria           | Steiermark       | Graz | 1938      | Được hình thành từ Styria và phần phía nam Burgenland Áo; từ năm 1941 bao gồm Hạ Styria, Slovenia.                                                       |
| Sudetenland      | Sudetenland      | Reichenberg | 1938      | Được hình thành từ các phần lãnh thổ chủ yếu nói tiếng Đức của Tiệp Khắc đã được nhượng lại cho Đức sau Hiệp định Munich                                 |
| Tyrol-Vorarlberg | Tirol-Vorarlberg | Innsbruck | 1938      | Được hình thành từ Vorarlberg Áo phần phía bắc của Tyrol                                                                                                 |
| Thượng Danube    | Oberdonau        | Linz | 1938      | Được hình thành từ Oberösterreich Áo và Ausseerland, một phần Styria; từ năm 1939 là các phần của miền nam Bohemia                                       |
| Vienna           | Wien             | Vienna | 1938      | Được hình thành từ Vienna Áo và các vùng lân cận Niederösterreich trước đây                                                                              |

### Reichsgaue được thành lập trong Thế chiến 2
Trong số các vùng lãnh thổ sáp nhập từ Ba Lan và Thành phố Tự do Danzig năm 1939, Reichsgau Wartheland và Reichsgau Danzig-Tây Phổ được thành lập. Các lãnh thổ sáp nhập của Ba Lan trước chiến tranh không nằm trong hai Reichsgau này mà đã được hợp nhất vào Gaue Đông Phổ và Silesia gần kề. Đại Công quốc Luxembourg cũng như Alsace-Lorraine, được sáp nhập từ Pháp trước chiến tranh vào năm 1940, được gắn với Gaue Tây Nam giáp biên giới của Đức Quốc xã. 
| Tên            | Tiếng Đức          | Tổng hành dinh | Thành lập | Ghi chú |
| -------------- | ------------------ | -------------- | --------- | --- |
| Danzig–Tây Phổ | Danzig–Westpreußen | Danzig         | 1939      | Được thành lập tại Thành phố Tự do Danzig và khu vực Pomeranian Voivodeship Ba Lan, cả hai đều bị Đức chiếm đóng vào năm 1939, cũng như Vùng hành chính Tây Phổ của Đức trước năm 1939 nằm bên trong Đông Phổ sau đó |
| Wartheland     | Wartheland         | Posen          | 1939      | Được hình thành chủ yếu ở khu vực Poznań Voivodeship của Ba Lan và kết hợp các khu vực của các Voivodeships xung quanh sau khi Đức chiếm đóng Ba Lan                                                                 |

### Auslandsgau
Cũng có một Gau ngoài lãnh thổ tên là Auslandsorganisation dành cho các đảng viên ở nước ngoài. Thủ phủ của nó ở Berlin. Auslandsgau này được coi là Gau thứ 43 của Đức Quốc xã.

## Vùng tác chiến
Sau khi lật đổ Benito Mussolini, chính phủ Ý bí mật bắt đầu đàm phán với Đồng Minh về việc Ý chuyển phe sang phe Đồng minh. Để trả đũa, quân Đức chiếm nhiều vùng của Ý, giải thoát Mussolini, và tái thiết lập ông ta làm người nắm quyền bù nhìn của một nhà nước phát xít mới ở những vùng bị Quân đội Đức chiếm đóng.Trong khi chính thức nắm quyền kiểm soát tất cả các khu vực do Phát xít Ý trước đây nắm giữ, các phần lớn ở phía đông bắc nằm giữa Thụy Sĩ và Biển Adriatic đã được tổ chức lại thành các Vùng tác chiến (Operationszonen). Những khu này đã được Đức sáp nhập một cách không chính thức và gắn liền với Gaue của Đế chế liền kề. Có hai vùng tác chiến như vậy:
| Tên                              | Tiếng Đức                                     | Tổng hành dinh | Thành lập | Ghi chú |
| -------------------------------- | --------------------------------------------- | -------------- | --------- | --- |
| Vùng tác chiến Ven biển Adriatic | Operationszone Adriatisches Küstenland (OZAK) | Triest         | 1943      | Được hình thành từ các khu vực do Ý chiếm đóng từ Slovenia Nam Tư, bán đảo Istrian, các tỉnh Rijeka (Fiume), Friuli và Gorizia. Gắn bó (không hợp nhất) với Reichsgau Carinthia. |
| Vùng tác chiến Chân núi Alpine   | Operationszone Alpenvorland (OZAV)            | Bozen          | 1943      | Được hình thành từ Nam Tyrol, Trentino của Ý, và các phần nhỏ hơn liền kề của đông bắc Ý. Gắn bó (không hợp nhất) với Reichsgau Tirol-Vorarlberg.                                |

Trong một lệnh OKW bổ sung ngày 10 tháng 9 năm 1943, Hitler ra sắc lệnh về việc thành lập các Vùng tác chiến tiếp theo ở miền Bắc nước Ý, trải dài đến tận biên giới Pháp. Không giống như Alpenvorland và Küstenland, các vùng này không thiết lập ngay các cao ủy (oberster kommissar) làm cố vấn dân sự, mà là các quân khu nơi tư lệnh thực hiện quyền lực thay mặt Cụm tập đoàn quân B. Vùng tác chiến Nordwest-Alpen (Tây Bắc Alps) hoặc Schweizer Grenze (Biên giới Thụy Sĩ) nằm giữa Đèo Stelvio và Monte Rosa bao gồm toàn bộ các tỉnh Sondrio, Como và một phần của các tỉnh Brescia, Varese, Novara và Vercelli. Vùng Französische Grenze (Biên giới Pháp) bao gồm các khu vực phía tây Monte Rosa và được hợp nhất tỉnh Aosta và một phần của Tỉnh Turin, và có thể là các tỉnh Cuneo và Imperia.

## Phủ Toàn quyền

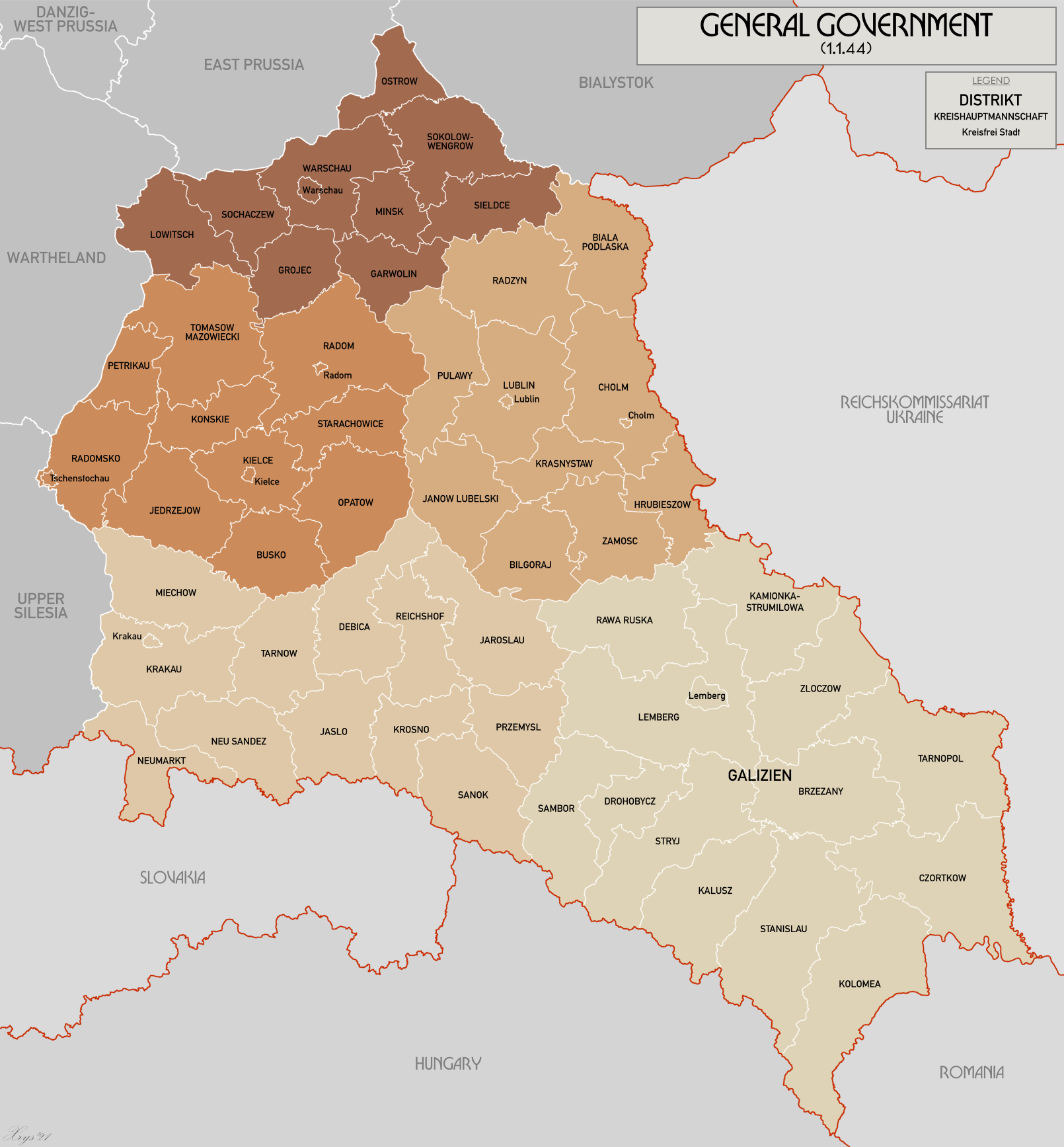
Phủ Toàn quyền tháng 8 năm 1941.

Ở những vùng của Ba Lan không bị sáp nhập trực tiếp vào Đế chế Đức, một cơ quan hành chính dân sự riêng biệt được thành lập gọi là Phủ Toàn quyền Generalgouvernement (của các Lãnh thổ Ba Lan bị chiếm đóng). Về mặt lý thuyết, nằm ngoài ranh giới của Đế chế, nhưng nó được các quan chức Đức Quốc xã coi là một phần của Đại Đức như một khu vực tự trị (tức là không trực thuộc chính phủ Berlin).
Nó lần lượt được chia thành bốn Distrikte (quận). 
- Distrikt Krakau;
- Distrikt Warschau;
- Distrikt Lublin;
- Distrikt Radom.

Sau cuộc xâm lược vào Liên Xô năm 1941, một quận thứ năm đã được thiết lập, được tạo ra từ các lãnh thổ cũ của Áo vùng Galicia:
- Distrikt Galizien.[9]

## Bảo hộ Bohemia và Moravia

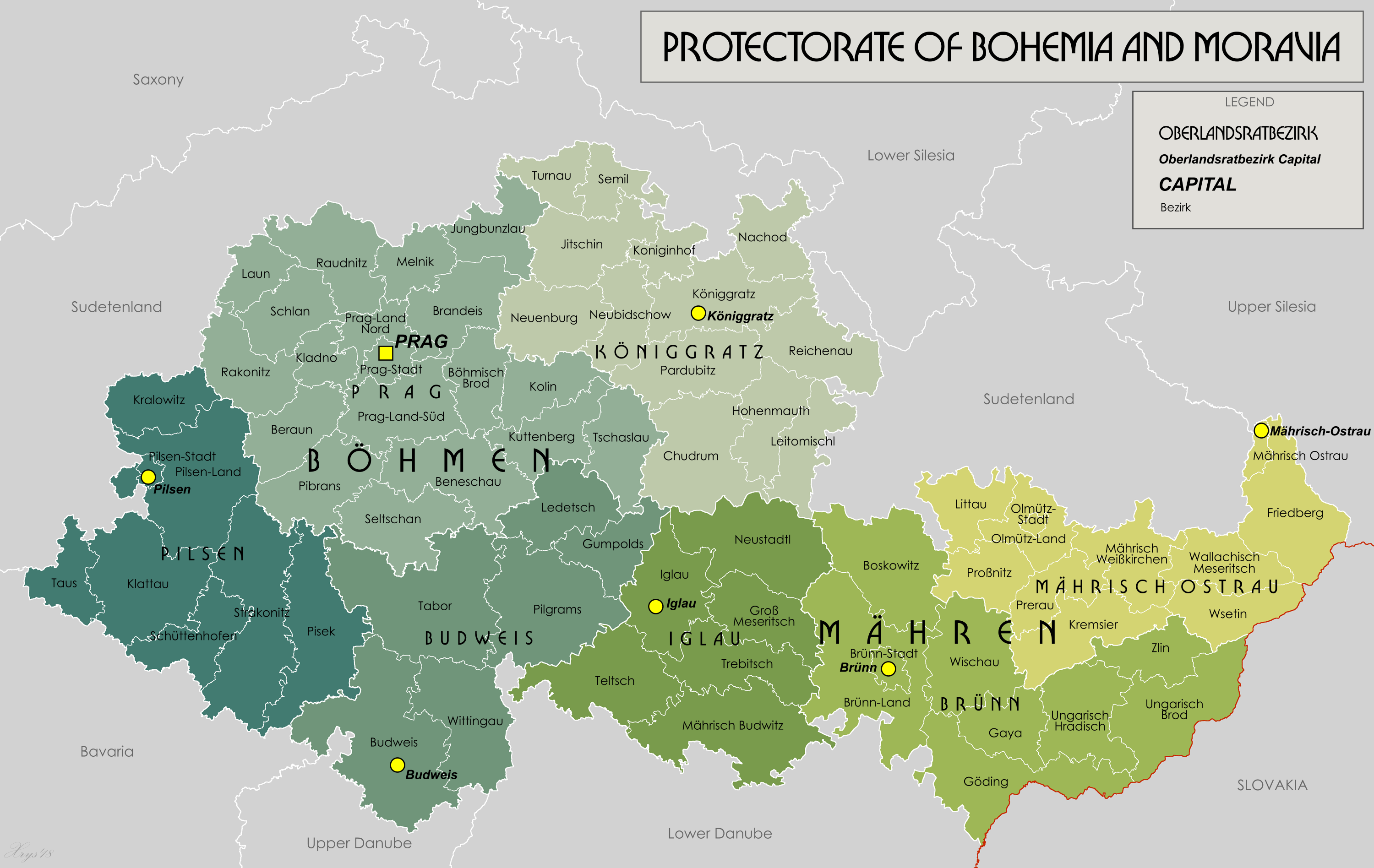
Khu vực chính quyền trong phạm vi bảo hộ.

Sau khi đạt được thỏa thuận kết quả tại Hội nghị Munich đã trao cho Đức quyền kiểm soát đối với một số phần đáng kể của Tiệp Khắc, phần còn lại chính thức chịu sự cai trị của Đức vào tháng 3 năm 1939. Trong khi Slovakia trở thành một quốc gia vệ tinh riêng biệt của Đức, các Vùng đất Séc được biến thành một nước Bảo hộ Bohemia và Moravia dưới sự thống trị của Đức.
Hai cơ cấu riêng biệt để quản lý lãnh thổ của nó tồn tại trong chính quyền bảo hộ. Chính quyền Bảo hộ được chính thức chia thành hai Länder (bang): Bohemia và Moravia, lần lượt được chia nhỏ thành một số đơn vị nhỏ hơn. Đức Quốc xã thực hiện một hình thức tổ chức hoàn toàn khác bằng cách thành lập bốn đảng khu riêng biệt trong khu vực, và điều phối các khu vực này về mặt tổ chức cho các khu vực xung quanh Gaue và Reichsgaue: Sudetenland, Bayreuth (Bayerische Ostmark), Hạ Danube, và Thượng Danube. Hai cách thức này tiếp tục tồn tại cùng với chế độ bảo hộ trong suốt thời gian tồn tại của nó.

## Kế hoạch tương lai
Chính phủ Đức Quốc xã công khai theo đuổi và thực hiện chủ nghĩa bành trướng lãnh thổ hung hãn, với ý định mở rộng hơn nữa cơ sở lãnh thổ vốn đã tăng lên rất nhiều của nhà nước Đức. Với dự đoán về sự mở rộng lãnh thổ dự kiến trong tương lai, các đơn vị hành chính mới tiềm năng đã được các nhà tư tưởng Quốc xã, các quan chức chính phủ và các sở quy hoạch lãnh thổ đưa ra giả thuyết. Việc mở rộng này được dự định diễn ra theo hai cách riêng biệt:

### Mở rộng lãnh thổ sang Đông Âu
Để mở rộng Lebensraum của người Đức, các cộng đồng người Slav ở Đông Âu đã được dự định sẽ bị xóa sổ thông qua một quá trình kết hợp giữa tàn sát, trục xuất, bỏ đói, và nô dịch sẽ giúp Đức hóa những lãnh thổ này về lâu dài một cách hiệu quả. Các quan chức chủng tộc của Đức Quốc xã lên kế hoạch rằng việc thuộc địa hóa với Các sắc tộc German ở các vùng lãnh thổ phía đông bị chinh phục này sẽ tiến hành mạnh mẽ nhất trong ba cuộc gọi là Siedlungsmarken (Hành quân định cư) hoặc Reichsmarken của Ingermannland (Ingria), khu vực Memel-Narew, và miền Nam Ukraine và bán đảo Crimea.  Sau cùng của những người này dự định được tổ chức lại mới thành Gotengau (Gau của những người Goth), để vinh danh những người Goth ở Crimean đã từng cư trú ở đó. Trong số các nước Baltic, Peipusland được đề xuất làm tên thay thế cho Estonia, và Dünaland cho Latvia.
Trong một hội nghị vào ngày 16 tháng 7 năm 1941, thảo luận về tổ chức tương lai của các vùng lãnh thổ Liên Xô bị xâm chiếm, Hitler đã nêu ý định biến không chỉ các khu vực nói trên, mà còn toàn bộ khu vực Baltic (Reichskommissariat Ostland), thuộc địa Đức Volga, và quận Baku thành Reichsgebieten (lãnh thổ Đế chế) trong tương lai. Vào ngày 3 tháng 11 năm 1941, ông cũng giải thích thêm về khái niệm cơ bản của việc Đức hóa phía đông:
Ở các vùng lãnh thổ phía đông, tôi sẽ thay thế các tên địa lý Slav bằng các tên Đức. Ví dụ, Crimea có thể được gọi là Gotenland. [...] Chúng ta cần những cái tên sẽ xác nhận quyền của chúng ta đã có từ hai nghìn năm trước.— Adolf Hitler, 

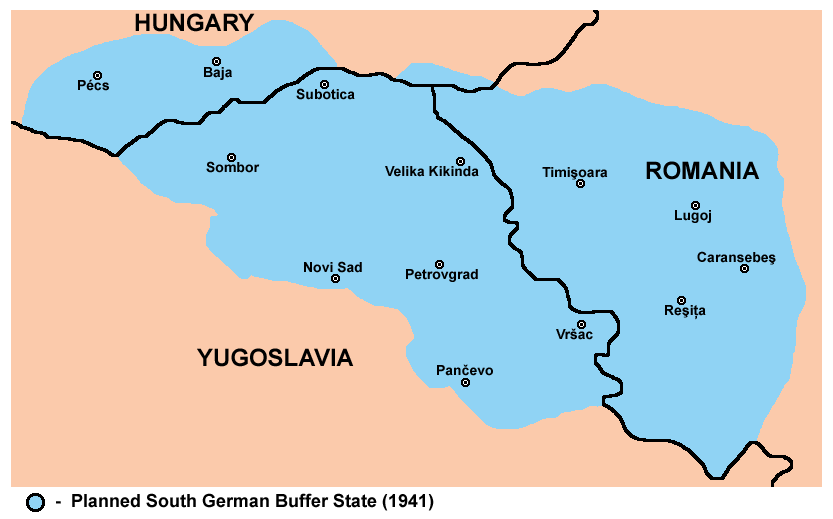
Lãnh thổ dự kiến Prinz-Eugen-Gau.

Thung lũng Vistula ở trung tâm và thượng lưu trong Phủ Toàn quyền đã được thảo luận khác nhau về việc phải trở thành một  Vandalengau duy nhất (Gau của Vandals) hoặc 3-5 Reichsgaue mới khác. Một đề xuất trước đó từ năm 1939 cũng ủng hộ việc thành lập Reichsgau Beskidenland, trải dài từ khu vực ở phía tây Cracow tới sông San ở phía đông. Tại Nam Tư do phe Trục chiếm đóng, Sepp Janko, đại diện của Đức Quốc xã cho các lợi ích của Danube Swabian, đã thúc đẩy việc thành lập một Reichsgau Banat hoặc Prinz-Eugen-Gau,  có thể bao gồm các lãnh thổ Nam Tư Bačka, Banat, một phần Transylvania (Siebenbürgen) và Baranya.

### Sáp nhập vào nước Đức
Sự phân biệt chủng tộc của Đức Quốc xã đối với các nhóm dân tộc ở châu Âu đã phân loại người Bắc Âu, đặc biệt là những người có quan hệ gần gũi với người Đức (bản thân nó được coi là một quốc tịch duy nhất mà người Thụy Sĩ và người Áo không có gì khác ngoài bản sắc tiểu vùng) chẳng hạn như người Hà Lan, Fleming, Đan Mạch, người Na Uy, người Thụy Điển, và người Anh như một phần của chủng tộc Aryan-Bắc Âu siêu đẳng (Herrenrasse). Sau khi nước Áo sáp nhập vào một Đại Đức (Großdeutschland), Hitler quyết định sẽ tuân theo chính sách tương tự trong tương lai đối với tất cả các quốc gia khác mà ông ta coi là nhờ trình độ chủng tộc được coi là "thuộc về" Đế chế. Điều này có nghĩa là các Vùng đất thấp, ít nhất là các vùng nói tiếng Đức một phần Thụy Sĩ, Liechtenstein và các quốc gia Scandinavi cuối cùng đã được sáp nhập vào một Đại Đế chế Đức (Großgermanisches Reich) bằng cách được chia thành các đơn vị hành chính cấp quốc gia và đảng nhỏ hơn, chẳng hạn như Đan Mạch thành Gau Nordmark, và Hà Lan thành Gau Westland.
Sau đó, chính khái niệm về những quốc gia này đã từng độc lập hoặc tách biệt với phần còn lại của Đế chế đã bị dập tắt vô thời hạn. Mục tiêu kêu gọi thành lập một thời kỳ mới của Gleichschaltung được thực thi nhanh chóng,  kết quả cuối cùng là ngoài "thổ ngữ" địa phương của họ, các quốc gia này sẽ trở thành bản sao hoàn hảo của Chủ nghĩa quốc xã Đức về mọi mặt chính trị và xã hội.
Ngoài ra, nó được dự định để hoàn nguyên các biên giới phía tây của Đức với Pháp về các biên giới của Đế chế La Mã Thần thánh cuối thời trung cổ. Một dải phía đông nước Pháp từ cửa sông Somme tới Hồ Geneva (gọi là vùng "đóng" hoặc vùng "cấm" thuộc lãnh thổ Pháp bị Đức chiếm đóng) đã chuẩn bị được sáp nhập vào Đế chế Đức với tên gọi Reichsgau Burgund, với Nancy (Nanzig) trở thành tổng hành dinh.